# 2012 у Миколаєві
| Роки в Миколаєві ← • 2001 • 2002 • 2003 • 2004 • 2005 • 2006 • 2007 • 2008 • 2009 • 2010 • 2011 • 2012 • 2013 • 2014 • 2015 • 2016 • 2017 • 2018 • 2019 • 2020 • 2021 • 2022 • 2023 • 2024 → |

2012 у Миколаєві — список важливих подій, що відбулись у 2012 році в Миколаєві. Також подано перелік відомих осіб, пов'язаних з містом, що померли цього року. З часом буде додано відомих миколаївців, що народилися у 2012 році.

## Населення
Чисельність наявного населення Миколаєва на 1 січня 2012 року склала 497,0 тис. осіб, що на 4,2 тис. осіб менше ніж 2011 (501,2).

## Події
- 9 березня у місті стався резонансний злочин, відомий як убивство Оксани Макар. Троє хлопців заманили на квартиру Оксану Макар, яку зґвалтували, а потім, оскільки вона кликала на допомогу, задушили її, винесли до будівельного майданчика і вкинули в яму зі сміттям, яке підпалили. Дівчині вдалося вижити, проте 29 березня того ж року вона померла у Донецькому опіковому центрі. 13 березня, після того, як двох підозрюваних було відпущено під підписку про невиїзд, перед будівлею Центрального РВВС встановили пікет. 15 березня стало відомо, що 10 березня до Миколаївської міської лікарні швидкої медичної допомоги було доставлено побиту до полусмерті 18-річну Олександру Попову. Вона була знайдена лежачою без свідомості, голою на землі в парку в центрі Миколаєва. Злочин творився в людному місці, на очах декількох жінок. Це призвело до масштабних протестів проти беззаконня не лише в Миколаєві, а й в інших містах України.
- Указом Президента України № 555 від 21 вересня 2012 року Миколаївський державний аграрний університет отримав статус національного.
- За звинуваченням у розкраданні понад 2,5 млн доларів іноземних інвестицій був заарештований перший мер Миколаєва Олександр Бердніков, що перебувавн на посаді з 1994 по 1998 рік. У лютому 2015 року Апеляційний суд Миколаївської області визнав його винним та призначив йому вісім років позбавлення волі з конфіскацією половини майна[3].

### Засновані
- «Миколаївські Вікінги» — миколаївський клуб з американського футболу.

### Зникли
- «Літера Н» — щодвомісячний літературний журнал, що виходив з 2004 року у Миколаєві, було випущено 32 випуски і 3 збірки.

## Пам'ятки
- 12 січня на будинку № 29 по вулиці Адміральській 12 січня 2012 року відкрили меморіальну дошку пам'яті директора Суднобудівного заводу імені 61 комунара (1950−1959 рр.), а потім Чорноморського суднобудівного заводу (1959−1979 рр.) Анатолія Ганькевича, на честь його 100-річного ювілею[4].
- 5 жовтня 2012 року на будинку по вулиці Нікольскій № 49/1, де жив художник Анатолій Завгородній, з'явилася меморіальна дошка[4].

## Особи

### Очільники
- Міський голова — Володимир Чайка.

### Почесні громадяни
- Грицай Юрій Олександрович — полковник у відставці, кандидат педагогічних наук, професор.
- Заковоротній Дмитро Іванович — учасник німецько-радянської війни, пенсіонер, історик, літератор.
- Чеботарьов Олександр Петрович — головний лікар Миколаївської міської лікарні № 3,  заслужений лікар України.

### Городянин рокуі «Людина року»
- Бурик Лариса Борисівна — номінація «Благодійність».
- Іванюк Василь Володимирович — номінація «Промисловість і транспорт».
- Каланжов Сергій Васильович — номінація «Засоби масової інформації».
- Клименко Михайло Григорович — номінація «Фінанси і банківська справа».
- Мартинов Іван Миколайович — номінація «Підприємництво».
- Мороз Володимир Іванович — номінація «Охорона здоров'я».
- Парсяк Володимир Никифорович — номінація «Вища школа».
- Подгуренко Володимир Сергійович — номінація «Наука».
- Сердцев Вадим Андрійович — спеціальна номінація «Я люблю рідне місто».
- Скороход Артем Анатолійович — номінація «Фізкультура і спорт».
- Стерпул Григорій Іванович — номінація «Будівництво і архітектура».
- Твєрітінова Лариса Євгенівна — номінація «Культура».
- Федоренко Володимир Олександрович — номінації «Середня школа і профтехучилища».
- Юрковський Володимир Олександрович — номінація «Мистецтво».
- Людина року — Шебанін В'ячеслав Сергійович.

### Померли
- Момотенко Олександр Іванович (15 січня 1915, Новий Буг — 17 серпня 2012) — секретар Миколаївського обкому КПУ, голова Миколаївської обласної організації ветеранів України.
- Лассан Валентин Володимирович (17 червня 1923, Миколаїв — 2 грудня 2012, Чернівці) — український художник театру; член Спілки художників України.
- Чебаненко Іван Ілліч (30 березня 1925, с. Матвіївка — 27 червня 2012, м. Київ) — український геолог-тектоніст, академік НАН України, заслужений діяч науки і техніки, завідувач відділу геотектоніки — від 1978, лауреат Державної премії України в галузі науки і техніки — 1992. Першим у світі розробив карти розломів континентів і океанів, які відображали існування мережі розломів літосфери, згодом підтверджених супутниковими фотознімками.
- Худояш Павло Іванович (7 березня 1926, Миколаїв — 21 березня 2012, Миколаїв) — радянський футболіст, захисник, півзахисник, нападник.
- Заковоротній Дмитро Іванович (28 травня 1923, Миколаїв — 16 листопада 2012, Миколаїв) — український профспілковий діяч, згодом — письменник, історик і краєзнавець.
- Боженар Віктор Акимович (6 лютого 1940, Бахмут, Донецька область — 16 жовтня 2012, Київ) — радянський та український баскетбольний тренер, заслужений тренер СРСР та Заслужений тренер України.
- Мільто Олексій Олексійович (27 жовтня 1931, Селіваново, Ярославська область — 9 липня 2012) — український вчений в галузі суднобудування; доктор технічних наук з 1988 року, професор з 1990 року; заслужений машинобудівник УРСР.
- Заяєв Анатолій Миколайович (27 жовтня 1931 року, Сімферополь, СРСР — 18 грудня 2012 року, Запорізька область) — український футболіст, потім тренер. Перший тренер-чемпіон України, заслужений тренер України. Тренував у 1997—1998 роках ФК «Миколаїв».